# Stereom
Stereom (von griech. sterigein = „stützen“) ist bei Landpflanzen eine selten gebrauchte Sammelbezeichnung für die Festigungsgewebe: Kollenchym, Sklerenchym und Libriformfasern.
Bei Stachelhäutern bezeichnet Stereom deren Kalzit-Skelett mesodermaler Herkunft mit intrazellulärer Genese.